# Regulativer Kapitalismus
Regulativer Kapitalismus (engl. regulatory capitalism) bezeichnet eine sozialwissenschaftliche These, nach der es unter den Bedingungen von globaler Marktöffnung und Privatisierung seit den 1990er Jahren zu einem neuen Regulierungsschub kommt. Diese Vorstellung steht im Gegensatz zur verbreiteten Meinung, dass eine Deregulierung der Märkte stattgefunden habe.
Entwickelt und in die gesellschaftstheoretische Diskussion eingebracht wurde diese These von dem australischen Rechtssoziologen und Wirtschaftskriminologen John Braithwaite, den israelischen und spanischen Politologen David Levi-Faur und Jacint Jordana. Inzwischen wurde der Ansatz jedoch auch von anderen Sozialwissenschaftlern übernommen. So analysiert Martin Jänicke wie – im Gegensatz zur verbreiteten Befürchtung eines regulativen race to the bottom – staatliche Umweltregulierung durch Diffusionsprozesse über globale Märkte Verbreitung finden kann.
Anders als in der Phase des regulativen Staates werden die erforderlichen Standards im regulativen Kapitalismus weniger hierarchisch, als vielmehr durch ein Netzwerk von öffentlichen und privaten Akteuren gesetzt und kontrolliert. Die Theorie des regulativen Kapitalismus steht dabei im engen Zusammenhang mit der Diskussion über globale Gouvernanz. Eine wichtige Rolle spielen dabei beispielsweise internationale Expertengremien, wie die Codex-Alimentarius-Kommission, nichtstaatliche Normungsorganisationen wie die ISO oder Regulierungsbehörden, die nach der Privatisierung im Bereich der Infrastrukturversorgung Marktzugang oder Preisgestaltung regulieren. Entgegen den politischen Programmen der 1980er und 1990er Jahre haben die Tendenzen zur Privatisierung und Globalisierung demnach nicht zur „neoliberalen“ Deregulierung, sondern zu einer verstärkten „Re-Regulierung“ ökonomischer Aktivitäten geführt. Die Vertreter der Theorie des regulativen Kapitalismus machen seine Entwicklung unter anderem daran fest, dass die Mitgliedsstaaten der OECD seit den 1980er Jahren in vielen verschiedenen Politikfeldern unabhängige Regulierungsagenturen etabliert haben. Auf transnationaler Ebene kam es zu einer rapiden Zunahme von privaten, öffentlichen und hybriden Standardisierungsgremien.